# Begonia kunthiana
Espèce
Synonymes
- Begonia lucida Kunth & C.D.Bouché[1]
- Gaerdtia kunthiana (Walp.) Klotzsch[1]

Begonia kunthiana est une espèce de plantes de la famille des Begoniaceae. Ce bégonia est originaire du Venezuela. L'espèce fait partie de la section Gaerdtia. Elle a été décrite en 1852 par Wilhelm Gerhard Walpers (1816-1853). L'épithète spécifique kunthiana signifie « de Kunth », en hommage au botaniste allemand Karl Sigismund Kunth (1788-1850).

## Répartition géographique
Cette espèce est originaire du pays suivant : Venezuela.